# 엔젤 아키노
엔젤 아키노(Angel Aquino, 1973년 2월 7일 ~ )는 필리핀의 모델, 배우이다.

## 출연 작품
- 악마의 계절 (2018)
- 킴미 도라: 앙 키예멩 프리퀄 (2013)
- 애니타즈 라스트 차차 (2013)
- 온더잡 (2013)
- 아모로사: 더 리벤지 (2012)
- 이스다-물고기 이야기 (2011)
- 출산의 세기 (2011)
- 본사이 (2009)
- 신만이 아신다 (2008)
- 돈솔 (2006)
- 폭염 (2006)
- 울어야 사는 여자 (2003)
- 라 비다 로사 (2001)
- 콘셉시온 구역의 범죄자 (1998)
- 굿바이 아메리카 (1997)